# صوباشي (سنجك)
صوباشي (بالكردية: Serav‏) (بالتركية: Subaşı)‏ هي قرية كرديّة رشوانيّة تتبع إداريّاً لمديرية سنجك في محافظة أديامان التركية، بلغ عدد سكانها 107 نسمة في عام 2021.